# Goldene Europa
Die Goldene Europa war der älteste deutsche Fernsehpreis. Sie wurde von 1968 bis 2003 jährlich vom Saarländischen Rundfunk (SR) verliehen. Nur in den Jahren 1989 und 2001 gab es keine Verleihungen. Seit 1981 wurde die Gala auch als Aufzeichnung im Fernsehen übertragen. Bis auf einige Ausnahmen wurde der Preis stets in Saarbrücken vergeben.
Die Original-Skulptur „Goldene Europa“ von 1968 ist das Werk des Bildhauers Herbert Strässer.
Die Auszeichnung, die auf eine persönliche Idee von Intendant Franz Mai zurückgeht, wurde ursprünglich mit der Zielsetzung ins Leben gerufen, deutsche Künstler und Produzenten mit ihrer Musik gegen die Konkurrenz aus den USA und dem Vereinigten Königreich zu unterstützen. Daher wurden in den Anfangsjahren nur deutschsprachige Schlager und ihre Interpreten ausgezeichnet. Der Moderator Dieter Thomas Heck trug einen wesentlichen Teil zur Gründung des Fernsehpreises bei. Als 1979 die Führung des Saarländischen Rundfunk entschied, auch ausländische Künstler mit der Goldenen Europa auszuzeichnen, kehrte Heck dem Projekt den Rücken und hob die Goldene Stimmgabel aus der Taufe. In späteren Jahren wurde die Goldene Europa auch in anderen Bereichen wie Comedy, Unterhaltung, Politik, Sport oder Schauspiel vergeben.

## Preisträger der Goldenen Europa.
(Quelle:)
- 2003 aus Bremen im Rahmen des Festivals des deutschen Schlagers[3]
  - Paul Kuhn für sein Lebenswerk
  - Puhdys für jahrzehntelange Erfolge in Deutschland
  - Otto Waalkes für 20 Jahre Comedy-Erfolg

- 2002
  - Jeanette Biedermann erhielt den Sonderpreis der SR 1 Europawelle[4]
  - Bro’Sis als Newcomer (national)[5]
  - Sarah Connor als Künstlerin des Jahres (national)[6]
  - Die Videoproduzenten von DoRo erhielten einen Spezialpreis
  - Josh Groban als Entdeckung des Jahres[7]
  - Patricia Kaas als Künstlerin des Jahres (international)[8]
  - Michael Kunze für das Musical Elisabeth
  - Reinhard Mey für sein Lebenswerk[9]
  - Nicole für 20 Jahre Erfolg[10]
  - Uwe Seeler stellvertretend für die deutsche Fußballnationalmannschaft[11]
  - Shakira als Shootingstar des Jahres[12]
  - Jutta Speidel[13]
  - Fritz Wepper

- 2001

Im Jahr 2001 wurde die Goldene Europa nicht verliehen. Die stark gefallenen Quoten der Sendung aus dem Vorjahr rechtfertigten nach Ansicht der SR-Führung nicht die hohen Produktionskosten.
- 2000
  - a-ha für das Comeback des Jahres
  - Anastacia als Künstlerin des Jahres
  - ATC als Newcomer des Jahres
  - Ayman erhielt den Sonderpreis der SR 1 Europawelle
  - Franz Beckenbauer für seine Bemühungen um die Fußball-Weltmeisterschaft 2006
  - Iris Berben erhielt den Sonderpreis der Zeitschrift Gala
  - Andrea Bocelli im Bereich Klassik
  - DJ Ötzi als Chartbreaker des Jahres
  - Echt als Gruppe des Jahres
  - Bryan Ferry für sein Lebenswerk (international)
  - Hans Klok als Entertainer des Jahres
  - Udo Lindenberg für sein Lebenswerk (national)
  - Frank Nimsgern als bester Nachwuchskünstler

- 1999
  - Lou Bega
  - Joe Cocker für sein Lebenswerk
  - Helmut Lotti im Bereich Klassik
  - Geri Halliwell
  - Rüdiger Hoffmann im Bereich Comedy
  - Oli.P
  - Drew Sarich aus dem Musical Der Glöckner von Notre Dame
  - Sasha
  - Simply Red als Gruppe des Jahres
  - Günter Wewel
  - Erik Zabel

- 1998
  - 4 the Cause
  - Bell, Book & Candle erhielten einen Sonderpreis
  - Boyzone
  - Dieter Thomas Heck
  - Udo Jürgens für sein Lebenswerk (national)
  - James Last
  - Peter Maffay für sein Album Begegnungen
  - Michael Mittermeier im Bereich Comedy
  - Mike Oldfield für sein Lebenswerk (international)
  - Modern Talking

- 1997
  - Bee Gees
  - Bellini
  - Gerd Dudenhöffer
  - Klaus Hoffmann
  - The Kelly Family
  - Vanessa-Mae
  - No Mercy
  - Bernhard Paul
  - André Rieu
  - Rolf Zuckowski

- 1996 aus Innsbruck
  - Bryan Adams
  - BAP
  - Shirley Bassey
  - DJ BoBo
  - Flic Flac
  - Fool’s Garden
  - Das Musical Les Misérables
  - Die Schürzenjäger
  - Die Sendung mit der Maus
  - Spice Girls
  - S.T.S.

- 1995 aus Bozen
  - Andrea Bocelli
  - Chris de Burgh
  - Luca Carboni
  - Edwyn Collins
  - The Connells
  - Die Doofen
  - The Kelly Family
  - La Bouche
  - Miss Saigon
  - Pur
  - Scatman John
  - Zucchero

- 1994 aus Budapest
  - All-4-One
  - Montserrat Caballé
  - Erasure
  - Thomas Gottschalk
  - Gyula Horn
  - Joshua Kadison
  - Lucilectric
  - Reinhard Mey
  - Sinéad O’Connor
  - Cliff Richard
  - 2 Unlimited

- 1993[15]
  - Dieter Bohlen
  - Bonnie Tyler
  - Justus Frantz
  - Haddaway
  - Maurice Jarre
  - Anna Maria Kaufmann
  - Leslie Mandoki (Mitglied bei Dschinghis Khan) und seine Rock-Giganten
  - Al Martino
  - Die Prinzen
  - Harald Schmidt

- 1992
  - Michael Cretu
  - Sandra
  - Genesis
  - Hans-Dietrich Genscher
  - Gipsy Kings
  - Barbara Hendricks
  - Jean Michel Jarre
  - Nigel Kennedy
  - Johnny Logan
  - Scorpions
  - Peter Ustinov
  - Peter Weck
  - Eric Woolfson

- 1991
  - Edoardo Bennato
  - Erste Allgemeine Verunsicherung
  - Hape Kerkeling
  - Marx Rootschilt Tillermann als beste Nachwuchskünstler
  - Orchestral Manoeuvres in the Dark
  - Rod Stewart
  - UB40
  - Caterina Valente
  - Stefan Waggershausen
  - Viktor Lazlo

- 1990
  - Cora
  - David Hasselhoff
  - Harald Juhnke
  - Patricia Kaas
  - Harald Kloser & United
  - Udo Lindenberg
  - Giorgio Moroder
  - Gianna Nannini
  - Roxette
  - Tina Turner

- 1989

Im Jahr 1989 wurde die Goldene Europa nicht verliehen. Grund war die Terminverlegung der Veranstaltung. Bis 1988 hatte die Goldene Europa im Herbst stattgefunden, ab 1990 fand sie im Frühjahr statt. Weil der zeitliche Abstand zwischen der letzten Herbstsendung 1989 und der ersten Frühlingssendung 1990 aber sehr kurz gewesen wäre, ließ man die Sendung einmal ausfallen.
- 1988
  - a-ha
  - France Gall
  - Peter Maffay
  - Guesch Patti
  - Pur
  - Chris Rea
  - Umberto Tozzi
  - Vienna Symphonic Orchestra Project

- 1987
  - Alice
  - Howard Carpendale
  - Julien Clerc
  - Hob Goblin
  - Ute Lemper
  - Mary & Gordy
  - Mike Oldfield

- 1986
  - Falco
  - Joachim Fuchsberger
  - Karat
  - Peter Maffay
  - Münchener Freiheit
  - Chris Norman
  - Sandra
  - Jeff Thomas, Ex-Sänger bei Duran Duran
  - Working Week

- 1985
  - Benny Andersson, Björn Ulvaeus und Tim Rice für ihr Musical Chess
  - Karlheinz Böhm
  - Harold Faltermeyer
  - Headline
  - Udo Jürgens
  - Klaus Lage
  - Modern Talking
  - Alison Moyet
  - Opus
  - Hans Rosenthal
  - Jennifer Rush
  - Purple Schulz
  - Scorpions

- 1984
  - Alphaville
  - Howard Carpendale
  - Elke Heidenreich
  - Peter Maffay
  - Ulla Meinecke
  - Nena
  - Isabel Varell
  - Peter Weck
  - Jack White

- 1983[16]
  - Alfred Biolek
  - Culture Club
  - Geier Sturzflug
  - Peter Hofmann
  - Udo Jürgens
  - Mireille Mathieu
  - Nicki
  - Friedrich Nowottny
  - Sydne Rome
  - Peter Schilling
  - Taco
  - Bonnie Tyler

- 1982
  - Al Bano & Romina Power
  - Rudi Carrell
  - Falco
  - Ideal
  - Roland Kaiser
  - Peter Maffay
  - Nicole
  - Shakin’ Stevens
  - Spider Murphy Gang
  - Trio
  - Joachim Witt

- 1981
  - Boney M.
  - Tony Christie
  - Dalida als Künstlerin des Jahres
  - Katja Ebstein
  - Udo Jürgens als meistgespielter deutschsprachiger Künstler
  - Robert Palmer
  - Helen Schneider
  - Caterina Valente
  - Stefan Waggershausen

- 1980
  - Peter Alexander
  - Angelo Branduardi
  - The Buggles
  - Dschinghis Khan
  - Peter Maffay
  - Sally Oldfield
  - Thom Pace

- 1979
  - Adamo
  - Stig Anderson
  - Jean Marc Cerrone
  - Jürgen Drews
  - Frank Farian
  - Jean-Philippe Iliesco
  - Manfred Krug
  - Bruce Low
  - Mireille Mathieu
  - Vader Abraham

- 1978
  - Gilbert Bécaud
  - Howard Carpendale
  - Jürgen Drews
  - Udo Jürgens
  - Udo Lindenberg
  - Nana Mouskouri
  - Bonnie Tyler

- 1977
  - Leonard Bernstein
  - Boney M.
  - Frank Farian
  - Heino
  - Udo Jürgens
  - Ricky King

- 1976
  - Cindy & Bert
  - Udo Jürgens mit dem Titel Ein ehrenwertes Haus als bestes Lied des Jahres
  - Michael Kunze
  - Mireille Mathieu
  - Ingrid Peters

- 1975
  - Cindy & Bert
  - Costa Cordalis
  - Gitte
  - Michael Holm
  - Heidi Kabel
  - Chris Roberts
  - Die Rentnerband
  - Margot Werner
  - Frank Zander

- 1974
  - Peter Alexander
  - Cindy & Bert
  - Bernd Clüver
  - Gunter Gabriel
  - Elfi Graf
  - Hana Hegerová
  - Heino
  - Mireille Mathieu
  - Nina & Mike

- 1973
  - Christian Anders
  - Cindy & Bert
  - Bernd Clüver als bester Nachwuchskünstler
  - Heino
  - Joana
  - Knut Kiesewetter
  - James Krüss für die besten Kinderlieder-Texte
  - Vicky Leandros
  - Loriot für seine Figur Wum
  - Love Generation
  - Jürgen Marcus
  - Reinhard Mey
  - Monica Morell

- 1972
  - Can
  - Heino
  - Inga und Wolf
  - Freddy Quinn
  - Tony Marshall
  - Juliane Werding
  - Wolfgang

- 1971
  - Roy Black
  - Daniela
  - Les Humphries Singers
  - Peter Maffay
  - Martin Mann
  - Reinhard Mey
  - Chris Roberts

- 1970
  - Roy Black
  - Cindy & Bert
  - Michael Holm
  - Peter Maffay
  - Chris Roberts
  - Marianne Rosenberg

- 1969 aus Wiesbaden im Rahmen des dortigen Filmballs
  - Peter Alexander
  - Christian Anders
  - Katja Ebstein
  - Heintje
  - James Last
  - Petra Pascal
  - Reiner Schöne

- 1968 aus Wiesbaden im Rahmen des dortigen Filmballs
  - Alexandra
  - Roy Black
  - Rex Gildo
  - Udo Jürgens
  - Vicky Leandros

## Belege
1. ↑  Saarländischer Rundfunk: SR Mediathek :: Goldene Europa (1986). 25. November 2015, abgerufen am 16. Dezember 2021.
2. ↑  Chronik der ARD | Goldene Europa. Archiviert vom Original (nicht mehr online verfügbar) am 15. August 2021; abgerufen am 25. April 2019.  Info: Der Archivlink wurde automatisch eingesetzt und noch nicht geprüft. Bitte prüfe Original- und Archivlink gemäß Anleitung und entferne dann diesen Hinweis.
3. ↑  nm MusikWoche: "Goldene Europa" für Paul Kuhn und die Puhdys. Abgerufen am 22. Juni 2023.
4. ↑  Berliner Morgenpost - Berlin: Goldene Europa. 7. Juli 2002, abgerufen am 22. Juni 2023 (deutsch).
5. ↑  Berliner Morgenpost - Berlin: Goldene Europa. 7. Juli 2002, abgerufen am 22. Juni 2023 (deutsch).
6. ↑  Berliner Morgenpost - Berlin: Goldene Europa. 7. Juli 2002, abgerufen am 22. Juni 2023 (deutsch).
7. ↑  Illuminations (Remastered) – Josh Groban. In: highresaudio.com. 20. Januar 2017, abgerufen am 25. Februar 2024.
8. ↑  Berliner Morgenpost - Berlin: Goldene Europa. 7. Juli 2002, abgerufen am 22. Juni 2023 (deutsch).
9. ↑  Berliner Morgenpost - Berlin: Goldene Europa. 7. Juli 2002, abgerufen am 22. Juni 2023 (deutsch).
10. ↑  Berliner Morgenpost - Berlin: Goldene Europa. 7. Juli 2002, abgerufen am 22. Juni 2023 (deutsch).
11. ↑  Berliner Morgenpost - Berlin: Goldene Europa. 7. Juli 2002, abgerufen am 22. Juni 2023 (deutsch).
12. ↑  Berliner Morgenpost - Berlin: Goldene Europa. 7. Juli 2002, abgerufen am 22. Juni 2023 (deutsch).
13. ↑  Jutta Speidel - Schauspielerin - Auszeichnungen. Abgerufen am 22. Juni 2023.
14. ↑  ARCult Media GmbH: Kulturpreise.de : Goldene Europa. Abgerufen am 22. Juni 2023.
15. ↑  Chronik der ARD | Goldene Europa 1993. Archiviert vom Original (nicht mehr online verfügbar) am 9. Juli 2020; abgerufen am 23. August 2021.  Info: Der Archivlink wurde automatisch eingesetzt und noch nicht geprüft. Bitte prüfe Original- und Archivlink gemäß Anleitung und entferne dann diesen Hinweis.
16. ↑  Chronik der ARD | Goldene Europa 1983. Archiviert vom Original (nicht mehr online verfügbar) am 11. Juli 2020; abgerufen am 23. August 2021.  Info: Der Archivlink wurde automatisch eingesetzt und noch nicht geprüft. Bitte prüfe Original- und Archivlink gemäß Anleitung und entferne dann diesen Hinweis.